# Herman al III-lea de Suabia
Herman al III-lea (n. 995 d.Hr. – d. 1 aprilie 1012), membru al familiei Conradinilor, a fost duce de Suabia de la 1003 până la moarte.
Herman era fiul ducelui Herman al II-lea de Suabia. Mama sa, Gerberga de Burgundia, era descendentă din Carol cel Mare și nepoată a regelui Ludovic al IV-lea al Franței.
Domnia ca duce a lui Herman a fost controlată efectiv de către regele Germaniei Henric al II-lea. În momentul preluării ducatului, Herman era încă minor, iar regele Henric era ostil față de neamul Conradinilor, dat fiind că Herman al II-lea se opusese alegerii sale ca rege din 1002. Controlul lui Henric asupra Suabiei s-a menținut și atunci când Herman al III-lea a murit, în 1012. Dat fiind că el nu avea copii, linia masculină a Conradinilor din Suabia s-a extins. Drept urmare, Henric l-a ales pe Ernest din familia Babenberg să succeadă în Ducatul de Suabia, iar doi ani mai târziu Ernest s-a căsătorit cu sora lui Herman, Gisela de Suabia.